# Nicole Forrester

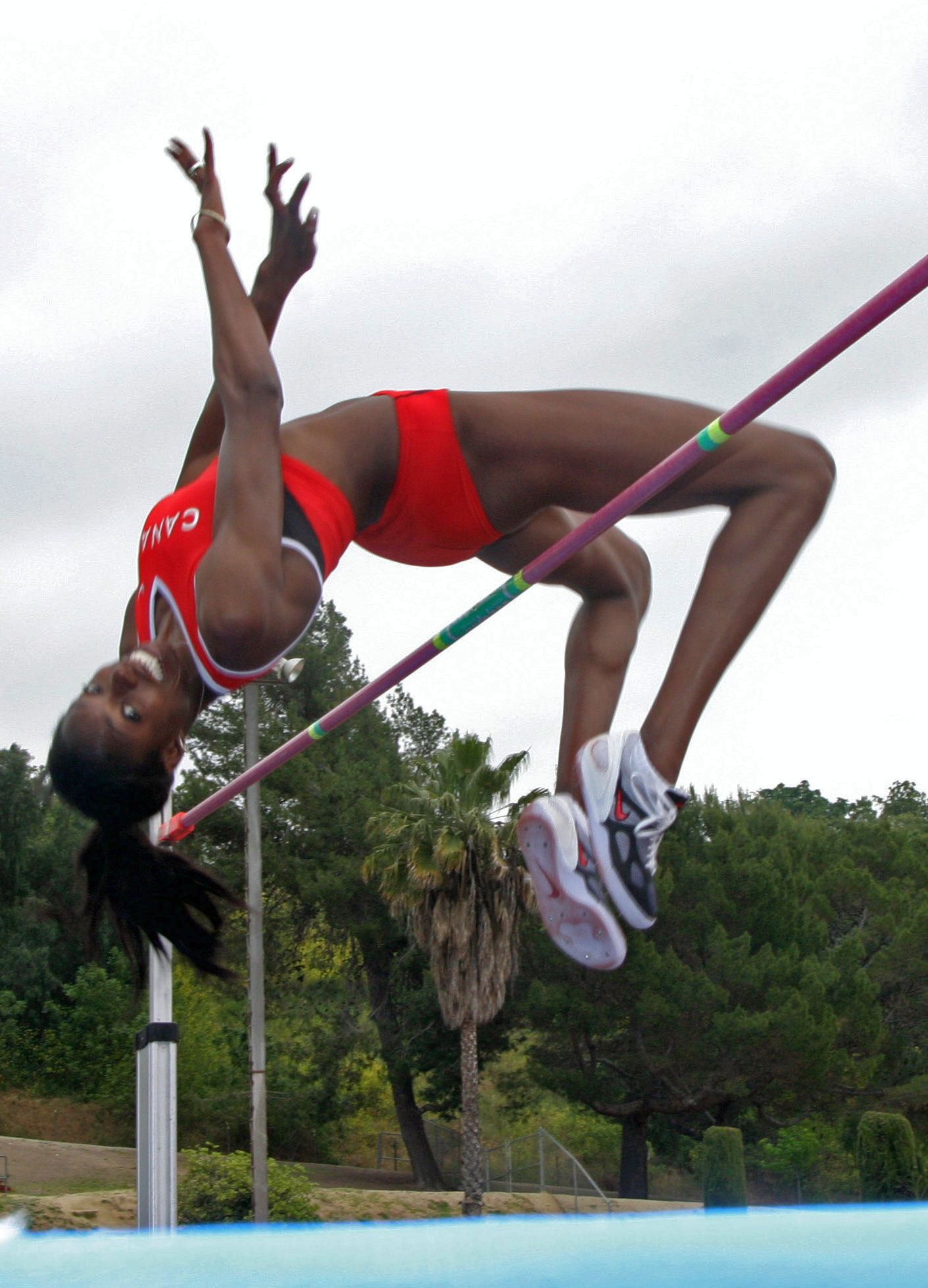
Nicole Forrester

Nicole Wendy Forrester (* 17. November 1976 in Toronto) ist eine kanadische Hochspringerin.
Ihre sportliche Karriere begann, als sie mit 17 Jahren bei McDonald’s arbeitete und der Leichtathletiktrainer Dave Hunt ihre „endlosen“ Beine bemerkte. Er stellte sie Carl Georgevski vor, der ihr den Hochsprung beibrachte. Aufgrund ihres Talents erhielt sie ein Sportstipendium der University of Michigan.
1998 wurde sie Sechste bei den Commonwealth Games in Kuala Lumpur. Im Jahr darauf gewann sie Bronze bei den Panamerikanischen Spielen in Winnipeg, schied aber bei den Weltmeisterschaften in Sevilla in der Qualifikation aus.
2001 holte sie Silber bei den Spielen der Frankophonie in Ottawa und bei der Universiade in Peking. Einer Bronzemedaille bei den Commonwealth Games 2002 in Manchester folgte ein siebter Platz bei den Panamerikanischen Spielen 2003 in Santo Domingo. 2007 errang sie Silber bei den Panamerikanischen Spielen in Rio de Janeiro. Bei den Weltmeisterschaften 2007 in Ōsaka und bei den Olympischen Spielen 2008 in Peking kam sie nicht über die erste Runde hinaus.
Einer Bronzemedaille bei den Spielen der Frankophonie 2009 in Beirut folgte der Sieg bei den Commonwealth Games 2010 in Delhi.
Achtmal wurde sie Kanadische Meisterin (1998, 1999, 2002, 2006–2008, 2010, 2012).
Nicole Forrester ist 1,92 m groß und wiegt 72 kg. Sie promovierte im Fach Sportpsychologie zum Thema Good to great in elite athletes: towards an understanding of why some athletes make the leap and others do not.

## Bestleistungen
- Hochsprung: 1,97 m, 30. Juli 2007, Thessaloniki
  - Halle: 1,95 m, 3. Februar 2007, Arnstadt